# بانكورت (باد كاليه)
بانكورت، باد كاليه (بالفرنسية: Bancourt)‏ هي بلدية تقع في إقليم باد كاليه من منطقة نور با دو كاليه في شمال فرنسا. تبلغ مساحة هذه المدينة 4.54 (كم²)، وترتفع عن سطح البحر 114 م، يبلغ عدد سكانها 74 نسمة حسب إحصاء المعهد الوطني للإحصاء والدراسات الاقتصادية سنة 2009 م. وترأس Gérard Pouillaude البلدية خلال فترة (2008-2014).